# 平泳ぎ

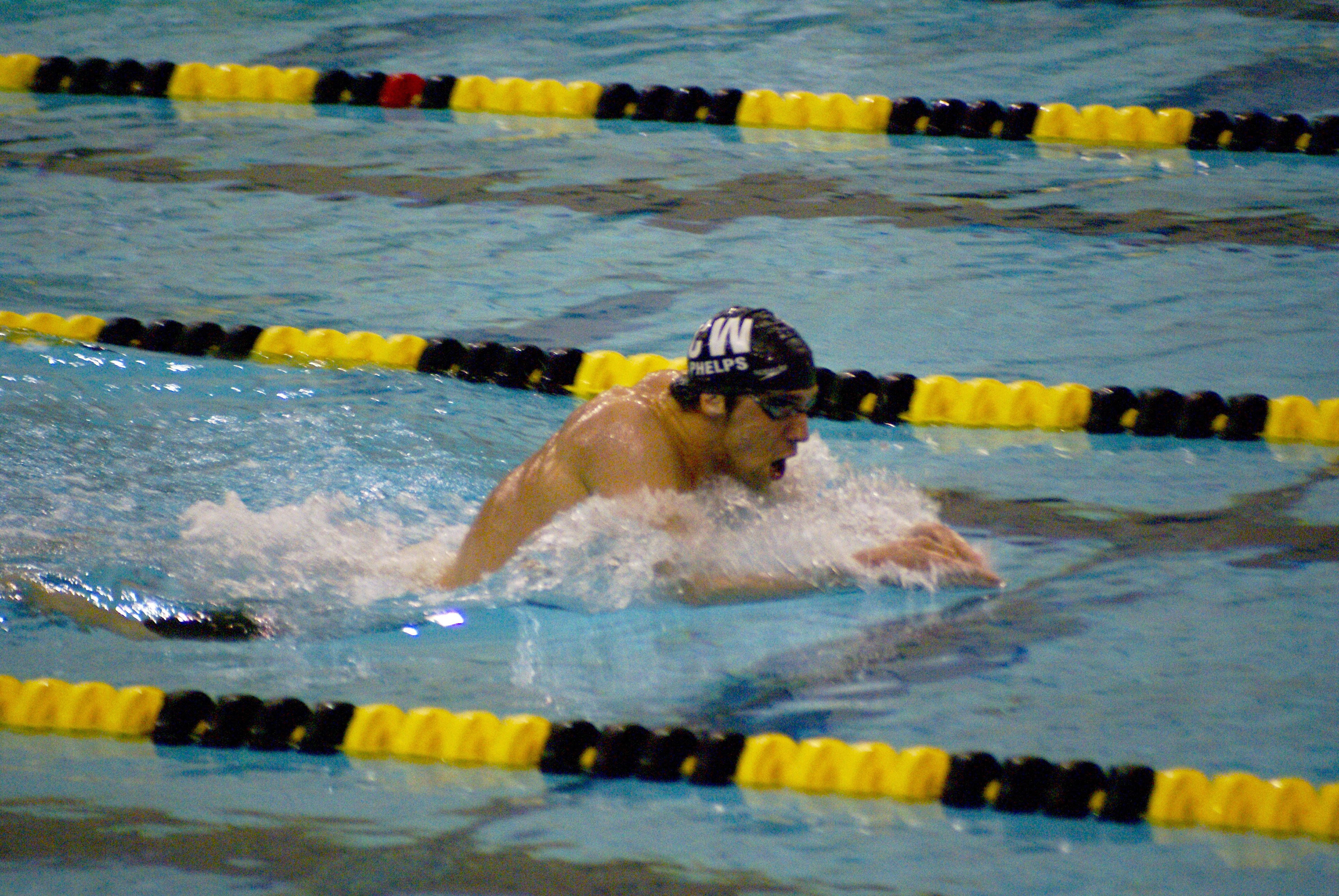
競技としての平泳ぎ

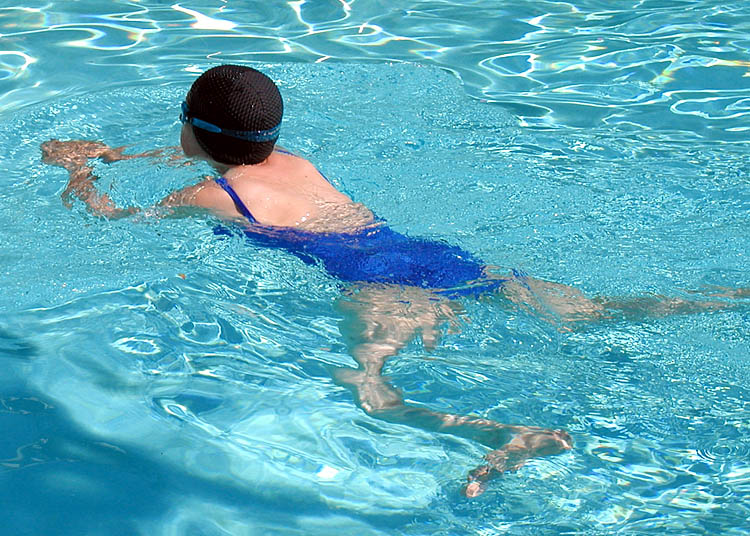
レクリエーションやリラクゼーションとしての平泳ぎ

平泳ぎ（ひらおよぎ、英: breaststroke）は、水泳で、左右対称に「手を胸の前で一かき」、「足を後方に一蹴り」という動作を繰り返す泳ぎ方である。
競泳選手を中心にブレストとも呼ばれている。
俗にカエル泳ぎという言い方もあるが、手足のタイミングが異なる等、カエル泳ぎと競技の平泳ぎでは異なる部分がある。

## 概要
平泳ぎの歴史は古く旧約聖書イザヤ書第25章には両腕を広げるように伸ばして泳ぐ記述がみられる。世界最古の水泳指導書といわれるニコラス・ビィンマンの『コリュンベ（COLYNBE）』（1538年）の平泳ぎの章ではカエルの泳ぎを十分に観察するように述べている。しかし、泳法の改良により現代の平泳ぎはカエルの泳法とは大きく異なるものになっている。
近代オリンピックでは、1896年の第1回アテネオリンピックより競泳が採用されたが、種目は「自由形」のみで当時は実質平泳ぎのみであった。しかし、第1回アテネオリンピック後、息継ぎを必要としない背泳ぎで泳ぐ選手が登場して競泳界を席巻するようになった。そこで1900年の第2回パリオリンピックで背泳ぎを独立種目とした。ところが、同時期にクロールの泳法が整えられ、自由形でクロール泳法を選ぶ選手が登場した。そこで1904年の第3回セントルイスオリンピックで平泳ぎのほうを独立種目とし、以後、自由形はクロール泳法の独壇場となった。
一方、平泳ぎ種目ではバタフライ泳法を採用する選手が増えたため、1956年の第16回メルボルンオリンピックからバタフライが独立種目となった。

## 速度と効率
水泳初心者にとって大きな壁である息継ぎ動作が比較的簡単に習得でき、かつ顔を上げたままの泳法がほかの泳法よりも容易であること、また人間にとって本能的に行える最も普遍的な泳法であることなどから、競技者以外も含めると最も多く泳がれている泳法である。しかし、競技における平泳ぎは4泳法中で最も大きく加速と減速を繰り返す泳法であり、実際はクロールよりも遥かに、そしてバタフライよりもエネルギー効率が悪く、スタミナを多く使う。そのため、オープンウォータースイミングやトライアスロンなどの長距離競泳競技では、最も効率の良いクロールが用いられている。効率が悪いがゆえ、4泳法の中で抵抗の減らし方等の技術が最も必要と言われている。その影響か、他の種目と比べて技術面に勝敗を左右する要素が多い傾向にあるとも言われているため、アジア人にとって体格的に不利な短距離タイム競技の競泳で、オリンピックにおいて日本人が最も多数の金メダルを獲得している種目となっている。ただし、メダルの獲得数は200m種目に偏っており、100m種目や50m種目（世界選手権）での獲得は少なく、短距離における体格差の壁は平泳ぎにおいても大きいと言える。

## 競技としての平泳ぎ
抵抗を減らすための研究や、ルール変更の影響を受け、その時代ごとに主流とされる泳ぎが大きく変化している。特に、後述のバタフライ泳法の分離や、潜水泳法の禁止があった時期には世界記録が後退するということもあった。現在、泳ぐ方法は大雑把に区別してウェーブ泳法（ウェイブ泳法）とフラット泳法がある。また、キックにはウェッジキックとウィップキックがあり、プルには外掻きと内掻きがある。主流とされる泳ぎの変遷は、フォーマルブレスト⇒ナチュラルブレスト⇒ウェーブ泳法⇒フラット泳法と辿ることができる。

## 平泳ぎから生まれたバタフライ
当初、平泳ぎの泳法規定は「うつぶせで、左右の手足の動きが対称的な泳法」とだけ定められていた。ここから1935年にアメリカのJack Sieg選手が現在のバタフライのような手の掻きの新型泳法を開発し（脚の動きは平泳ぎのまま）、1936年のベルリンオリンピックで好成績を収めた。それからしばらくの間は、従来の平泳ぎと新型泳法と潜水泳法（当時は潜水の距離に制限はなかった）が入り交じる状態が続いていたものの、研究が進むにつれ“新型泳法”と従来の平泳ぎの差は大きくなり、1952年のヘルシンキオリンピックではほとんどの選手が“新型泳法”で泳いだ。そのため、国際水泳連盟は1955年にバタフライという種目を新設し、“新型泳法”は平泳ぎから独立した。現在、平泳ぎ競技でバタフライキックの動作を用いることは（スタート・ターン後のひとかきひとけり動作中の1度のドルフィンキックを除き）認められていない。

## ルール

### スタート・折返し
審判長の笛の合図の後、スタート台に上がる。出発合図員の「Take your marks...」の号令でスタート台前方に少なくとも一方の足の指をかけスタートの姿勢を取る。スタートの姿勢を取ったあとは、出発合図まで静止しなければならない。出発合図の前にスタートの動作を起こした場合、失格となる。スタート、および折り返し後には水没状態でのひとかき・ひとけりが許されている。このひとかきの動作はヒップラインを越えて脚のところまで完全にかききってよく、このとき、最初の平泳ぎの蹴りの動作を行う前に1度だけドルフィンキックの使用が認められている（2015年FINAのルール改正により、ひとけりの動作はひとかきの動作とは無関係に行えるようになった）。スタート、折り返し後の二かき目の動作が内向きの動きに入るまでに頭の一部が水面上に出ていなければならない。

### 泳法
泳ぎのサイクルは「一度掻いて一度蹴る」であり、この順序で行う組み合わせでなければならない。このため、折り返し及びゴールタッチの直前でタイミングをあわせるためにサイクルを無視した連続での掻きや蹴りは違反となる。両手は、スタートおよび折返し後のひとかきを除き、ヒップラインより後まで掻いてはならない。両腕両脚の動作は左右対称でなければならず、ひじを水面より上に出してはならない（ターンやゴールタッチの最後のひとかきを除く）。また、足の甲で水を蹴ってはならないが（あおり足やドルフィンキックなど）、足が水面より出ただけでは失格とはならない。スタート、折り返し後の一サイクル（一掻き一蹴り）を除き、泳ぎの各サイクルの間に必ず頭の一部が水面から出なければならない（常に出ている必要はない）。ターン・ゴールのタッチは両手同時にしなければならない。動作が左右対称であれば、手は水面の上下どちらでもいいし、同じ高さでなくてよい。ほかの種目と同様に、自分のレーンを逸脱したり、コースロープを掴んだり引っ張ったり、プールの底を歩いたり蹴ったりした場合は失格である。

## 歴代日本人金メダリスト

### 男子
- 鶴田義行 200m (1928,1932)
- 葉室鐵夫 200m (1936)
- 古川勝 200m (1956)
- 田口信教 100m (1972)
- 北島康介 100m (2004,2008)、200m (2004,2008)

### 女子
- 前畑秀子 200m (1936)
- 岩崎恭子 200m (1992)
- 金藤理絵 200m (2016)

## 主な平泳ぎの選手

### 男子
アメリカ合衆国
- マイク・バローマン
- ブレンダン・ハンセン
- ジョン・ヘンケン

 イギリス
- ウィリアム・ロビンソン
- ジェームズ・ギブソン
- アダム・ピーティ

 ドイツ
- エルヴィン・ジータス

 東ドイツ
- エゴン・ヘニンガー（ドイツ語版）

 フランス
- ユーグ・デュボス（英語版）

 イタリア
- ドメニコ・フィオラバンティ

 オーストラリア
- ブレントン・リカード

 ノルウェー
- アレクサンドル・ダーレ・オーエン

 南アフリカ共和国
- キャメロン・ファンデルバーグ

 日本
- 鶴田義行
- 葉室鐵夫
- 古川勝
- 吉村昌弘
- 大崎剛彦
- 田口信教
- 高橋繁浩
- 林享
- 北島康介
- 小関也朱篤
- 渡辺一平

### 女子
アメリカ合衆国
- アマンダ・ビアード
- レベッカ・ソニ
- ジェシカ・ハーディ
- リリー・キング

 オーストラリア
- リーゼル・ジョーンズ

 ロシア
- ペネローペ・ヘインズ

 リトアニア
- ルータ・メイルティーテ

 中国
- 羅雪娟

 日本
- 前畑秀子
- 長崎宏子
- 岩崎恭子
- 田中雅美
- 金藤理絵
- 鈴木聡美
- 渡部香生子
- 寺村美穂
- 青木玲緒樹

## 記録

### 世界記録
長水路
| 種目     | 記録      | 選手                 | 国籍           | 樹立日        | 大会           | 場所       |
| -------- | --------- | -------------------- | -------------- | ------------- | -------------- | ---------- |
| 男子50m  | 25秒95    | アダム・ピーティー   | イギリス       | 2017年7月25日 | 世界水泳選手権 | ブダペスト |
| 男子100m | 56秒88    | アダム・ピーティー   | イギリス       | 2019年7月21日 | 世界水泳選手権 | 光州       |
| 男子200m | 2分06秒12 | アントン・チュプコフ | ロシア         | 2019年7月26日 | 世界水泳選手権 | 光州       |
|          |           |                      |                |               |                |            |
| 女子50m  | 29秒40    | リリー・キング       | アメリカ合衆国 | 2017年7月30日 | 世界水泳選手権 | ブダペスト |
| 女子100m | 1分04秒13 | リリー・キング       | アメリカ合衆国 | 2017年7月25日 | 世界水泳選手権 | ブダペスト |
| 女子200m | 2分19秒11 | リッケ・ペダーセン   | デンマーク     | 2013年8月1日  | 世界水泳選手権 | バルセロナ |

短水路
| 種目     | 記録      | 選手                         | 国籍             | 樹立日         | 大会                        | 場所           |
| -------- | --------- | ---------------------------- | ---------------- | -------------- | --------------------------- | -------------- |
| 男子50m  | 25秒25    | キャメロン・ファンデルバーグ | 南アフリカ共和国 | 2009年11月14日 | 2009 FINA競泳ワールドカップ | ベルリン       |
| 男子100m | 55秒61    | キャメロン・ファンデルバーグ | 南アフリカ共和国 | 2009年11月15日 | 2009 FINA競泳ワールドカップ | ベルリン       |
| 男子200m | 2分00秒16 | キリル・プリゴダ             | ロシア           | 2018年12月13日 | 2018年世界短水路選手権      | 杭州           |
|          |           |                              |                  |                |                             |                |
| 女子50m  | 28秒56    | アリア・アトキンソン         | ジャマイカ       | 2018年10月6日  | 2018 FINA競泳ワールドカップ | ブダペスト     |
| 女子100m | 1分02秒36 | ルータ・メイルティーテ       | リトアニア       | 2013年10月12日 | 2013 FINA競泳ワールドカップ | モスクワ       |
| 女子100m | 1分02秒36 | アリア・アトキンソン         | ジャマイカ       | 2014年11月6日  | 世界短水路選手権            | ドーハ         |
| 女子100m | 1分02秒36 | アリア・アトキンソン         | ジャマイカ       | 2016年8月26日  | 世界短水路選手権            | シャルトル     |
| 女子200m | 2分14秒57 | レベッカ・ソニ               | アメリカ合衆国   | 2009年12月18日 | 米国欧州対抗戦              | マンチェスター |

### 日本記録
長水路
| 種目     | 記録      | 選手       | 所属             | 樹立日        | 大会                                       | 場所               | 備考       |
| -------- | --------- | ---------- | ---------------- | ------------- | ------------------------------------------ | ------------------ | ---------- |
| 男子50m  | 26秒94    | 小関也朱篤 | ミキハウス       | 2018年6月17日 | ヨーロッパGPモナコ大会                     | モナコ             |            |
| 男子100m | 58秒78    | 小関也朱篤 | ミキハウス       | 2018年6月17日 | ヨーロッパGPモナコ大会                     | モナコ             | アジア記録 |
| 男子200m | 2分06秒67 | 渡辺一平   | 早稲田大学       | 2017年1月29日 | 第10回東京都選手権水泳競技大会             | 東京辰巳国際水泳場 | アジア記録 |
|          |           |            |                  |               |                                            |                    |            |
| 女子50m  | 30秒10    | 鈴木聡美   | ミキハウス       | 2023年10月8日 | 第37回静岡招待スプリント選手権水泳競技大会 | 静岡県富士水泳場   |            |
| 女子100m | 1分05秒88 | 渡部香生子 | JSS立石          | 2014年6月19日 | ジャパンオープン2014 (50m)                 | 東京辰巳国際水泳場 |            |
| 女子200m | 2分19秒65 | 金藤理絵   | Jaked Elite Team | 2016年4月9日  | 第92回日本選手権水泳競技大会               | 東京辰巳国際水泳場 | アジア記録 |

短水路
| 種目     | 記録      | 選手       | 所属               | 樹立日         | 大会                        | 場所               | 備考       |
| -------- | --------- | ---------- | ------------------ | -------------- | --------------------------- | ------------------ | ---------- |
| 男子50m  | 26秒02    | 小関也朱篤 | ミキハウス         | 2018年10月28日 | 世界短水路代表選手選考会    | 東京辰巳国際水泳場 |            |
| 男子100m | 56秒11    | 小関也朱篤 | ミキハウス         | 2019年10月26日 | 第61回日本短水路選手権      | 東京辰巳国際水泳場 | アジア記録 |
| 男子200m | 2分01秒30 | 瀬戸大也   | ANA                | 2017年11月19日 | 2017 FINA競泳ワールドカップ | シンガポール       | アジア記録 |
|          |           |            |                    |                |                             |                    |            |
| 女子50m  | 30秒06    | 青木玲緒樹 | ミズノ             | 2019年10月27日 | 第61回日本短水路選手権      | 東京辰巳国際水泳場 |            |
| 女子100m | 1分04秒05 | 寺村美穂   | セントラルスポーツ | 2016年10月25日 | 2016 FINA競泳ワールドカップ | 東京辰巳国際水泳場 | アジア記録 |
| 女子200m | 2分15秒76 | 金藤理絵   | Jaked Elite Team   | 2016年10月9日  | 2016 FINA競泳ワールドカップ | ドーハ             | アジア記録 |